# Guillermo Subiabre
Guillermo Subiabre Astorga (né le 25 février 1903 à Osorno - mort le 11 avril 1964 à Santiago) est un footballeur international chilien.

## Biographie
Durant sa carrière, il a joué pour Colo-Colo, Santiago Wanderers, et l'équipe du Chili de football pour laquelle il a marqué quatre buts lors de la Coupe du monde de football 1930.
Il a également pris part à la Copa América 1926 et aux Jeux olympiques de 1928. 
Il était surnommé El Chato et mesurait 1,71 m.